# Emoční vývoj dítěte předškolního věku
Emoční prožitky dítěte předškolního věku se oproti batolecímu období stávají stabilnějšími, nicméně často přechází z jedné kvality do druhé - jsou vázány na momentální situaci. Zásadním posunem je, že v předškolním věku už dítě dokáže rozpoznat a dát najevo své preference - co má a nemá rádo.
Fáze předškolního věku trvá tři roky před nástupem dítěte do školy, přibližně tedy od tří do šesti let. V tomto období děti často navštěvují mateřskou školu, nicméně rodinné prostředí a výchova stále zůstávají základem, který je zásadní pro další rozvoj dítěte. Klíčovým konfliktem v tomto věku je iniciativa versus vina.

## Základní prožívané emoce
Spolu s rozvojem kognitivního vývoje se vyvíjí i sebehodnotící emoce vztažené k vlastnímu já (hrdost, stud, vina). Mezi další typické emoce tohoto věku patří radost, hněv, vztek, nepřátelství, strach, úzkost, vina, stud, hrdost, závist, rozpaky apod. Pro toto období je rovněž typický egocentrismus. Sebehodnotící emoce, hrdost, může mít díky egocentrismu akcentovaný charakter.
Pozitivní prožitky
Děti jsou častěji pozitivně naladěné a ubývá negativních emocí. Děti jsou obvykle vstřícné, uvolněné a lehce se seznamují. Pozitivní vztahové emoce trvají déle než ty negativní, děti pociťují radost ze sdílení, cítí s ostatními sounáležitost. Díky tomu, že už rozumí pojmu nejbližší budoucnosti, dokáží se na něco těšit. Protože už umí vyjádřit svou nespokojenost, je pro ně jednodušší se s ní vyrovnat.
Strach
Vnímání strachu je závislé na temperamentu dítěte.
Některé prožitky strachu jsou vázány na dětskou představivost, která vychází z magického myšlení (strašidla, čarodějnice). Děti se vzájemně straší, hledají příjemné vzrušení. Tendence k odmítání strachu může být velmi silná a děti se mohou fixovat na druhou osobu, která je před strachem ochrání.
Slábne přirozený strach z druhých a vzniká přirozený odstup. Některé děti prochází obdobím nedostatečné sociální desinhibice (sociálního odstupu) k cizím lidem. Fáze nedostatečného strachu z druhých kulminuje mezi 3. a 4. rokem.
Vztek a zlost
Vztek a zlost už se neprojevují tak často, děti rozumí tomu, proč nepříjemné situace vznikají. Předškoláci tyto emoce nejčastěji projevují v kontaktu s vrstevníky a při frustraci ze zákazů a příkazů. Pokud děti vztek a zlost nezvládnou korektivními mechanismy, projeví se silnou reakcí s krátkým trváním.
Vnímání a chápání emocí
V předškolním věku roste vnímavost dětí k emocím druhých lidí. Mezi třetím a pátým rokem života začíná dítě rozumět subjektivní povaze emocí. Chápe, že na jednu událost mohou ostatní reagovat různými a protichůdnými emocemi. Kolem čtyř let dokáže dítě i předvídat emoční reakci druhých na určitou situaci. Zároveň dítě lépe rozumí svým pocitům a spojuje je s vyvolávajícími podněty nebo situacemi. Předškolní dítě je schopné připsat jiným osobám, zvířatům nebo předmětům pocity, které by v daných situacích samo prožívalo. Často se tak děje s odkazem na potřeby a z nich vyplývající emoční vztahy (např. panenka je smutná, protože má hlad). Více viz  Teorie mysli.

## Autoregulační mechanismy
Děti se učí korigovat projevy svých emocí, hlouběji reflektovat, ovládat své emoce a přizpůsobit jejich projevy sociálnímu kontextu. Které z emocí skryjí, záleží na předchozí zkušenosti dítěte, působení dospělých a kognitivní vyspělosti. V tomto je pro děti důležitým mezníkem vstup do mateřské školy, kde mohou tyto autoregulační mechanismy ve hře s vrstevníky rozvíjet. 
Autoregulační mechanismy ale nejsou zatím plně rozvinuty, proto je normální, že děti někdy dají svou frustraci najevo agresí či jinak.

## Korektivní mechanismy
Na základě pocitu viny se rozvíjejí korektivní mechanismy, dítě přijímá pravidla chování a internalizuje je. Chápe, že pocitu viny se zbaví např. nápravou situace. Tyto sebehodnotící emoce vytváří základ pro rozvoj svědomí a morálky. Svědomí je zatím zaměřeno pouze na aktuální situaci a spíše na výsledek, než pohnutky (předškolák si vyčítá, že rozbil vázu, ne, že zbrkle běžel).

## Smysl pro humor
Další významnou charakteristikou předškolního věku je rozvoj smyslu pro humor. Děti začínají chápat absurditu, která se projevuje dvěma způsoby. Něco opakují nebo dělají až do nesmyslnosti (něco, co se normálně nedělá, je to tzv. absurdita pro legraci) nebo vymýšlejí nové věci, které nejsou ve skutečnosti možné (pohádka “Jak pejsek a kočička dělali dort” to přesně vystihuje). Sami začínají říkat jednoduché žerty, jejichž sdílení je projevem počínajícího přátelství. Rovněž se objevuje tzv. “tabu humor” (skatologický, fekální humor), kterým děti prověřují reakce ostatních.

## Emoce ve vztahu k druhým
Komunikace o emocích
V předškolním období dítě více hovoří o svých emocích s rodiči a sourozenci. Skrze jazyk se dítě učí označovat emoce. Předškolní dítě už je schopné popsat i příčiny emocí (např. dítě v mateřské školce vysvětluje smutek jiného dítěte, že pro něj ještě nepřišla matka, která už měla přijít). Při mluvení o emocích a jejich příčinách dítě překračuje jednoduchý komunikační systém výrazu tváře, hlasu a pohybů.
Komunikace s rodiči o pocitech se zaměřuje především na situace kontroly a řízení chování. Se sourozenci a ostatními dětmi hovoří dítě o svých pocitech nejčastěji během hry. Vyjadřování emočních prožitků a diskutování o jejich příčinách má příznivý účinek na emocionální vývoj dětí.
Rozvoj emoční inteligence
V předškolním věku se vyvíjí emoční inteligence. Ve čtvrtém až pátém roku života dítě začíná své projevy chování ovládat, a nebo alespoň ví, co by nemělo dělat.  Působením sociálního tlaku se dítěti daří čím dál víc tlumit okamžitou emoční reakci.  Bylo zjištěno, že schopnost zpracovat své emoce je důležitější než temperament v pozdějším vývoji prosociálního chování.
Rozvíjejí se také vztahové emoce. Převažující emoční ladění dítěte je ovlivňováno typem temperamentu, zkušenostmi, mírou jistoty a bezpečím v zázemí rodiny. Citová rovnováha závisí na reakcích jiných lidí, zejména těch blízkých.

## Emoční prožívání vztahů s druhými lidmi
Vztah s kamarády v kontextu emocí
Od třetího roku života děti začínají navazovat první kamarádské vztahy s vrstevníky. Mohou tak zažívat zcela nové pocity - být přítelem a mít přítele. Tyto první přátelské vztahy většinou netrvají dlouho, ale děti samy charakterizují své kamarády jako někoho, koho mají rády.
Vztah s rodiči v kontextu emocí
Rodiče mají na emoční vývoj dítěte zásadní vliv. Zkušenosti a chování rodičů totiž ovlivňují, jakým směrem budou dítě vést a vychovávat v emocionální oblasti. Záleží na tom, zda jsou reakce rodičů spolehlivé, konzistentní a empatické. Pro emoční vývoj dítěte je zvlášť důležitá schopnost emocionálního vyladění rodičů s dítětem, která je základem empatie.
V předškolním období děti stále tráví většinu času doma, jsou tedy chováním svých rodičů značně ovlivněny. Rodiče samotní jsou ovlivněni mnoha faktory. Například zvýšený stres má dopad na emocionální vývoj dětí, neboť rodiče ve stresu mají méně dispozic pro vytvoření vřelého prostředí. Zda budou mít výsledky emocionálního vývoje zásadní vliv na pozdější chování jedinců, záleží na mnoha dalších faktorech, nicméně vždy to na jedincích něco zanechá. Na sociální a emocionální vývoj dítěte může mít vliv postnatální deprese. Depresivní matky jsou méně citlivé na podněty ze strany dítěte, což má dopad rodičovského chování.
Citový vztah s rodičem vytváří základ pro vztah dítěte k širšímu sociálnímu okolí.
Pro dítě je rozhodující psychologické rodičovství, které je založeno na vnitřním, psychickém a citovém přijetí dítěte. Rodiče by měli dítěti poskytovat pocit bezpečí a jistoty.
Rizikovou situací ve vývoji dítěte může být rozvod rodičů nebo jakékoliv jiné ztráty v rodině.
Reakce rodičů na pocity dítěte jsou jedním z nejvýznamnějších aspektů socializace.
Potlačování pocitů (především negativních) rodiči může negativně ovlivnit vývoj dítěte tím, že dítě kvůli toho nedostatečně integruje některé aspekty emoční zkušenosti.
Rodičovská podpora samostatnosti je podstatná a všeobecně prospěšná v pozdějším vývoji dítěte. To souvisí s jedním z nejdůležitějších úkolů v tomto věku - rozvíjení vztahů s vrstevníky. Přiměřená podpora autonomie je důležitá pro rozvoj sociálních kompetencí. Pokud rodiče používají naopak spíše kontrolní strategie (například tresty), může dítě cítit potřebu dát najevo své negativní pocity, a později se mohou objevit sociální problémy.  Je však potřeba vnímat situaci v kontextu - ponechání autonomie dítěti v náročném úkolu může vést k frustraci, ale na druhou stranu ho může učit regulovat svoje chování Z7. Úkolem rodičů je zaujmout jeho pozornost a motivovat jej k samostatnosti.